# Kršćanstvo u Saudijskoj Arabiji
Kršćanstvo u Saudijskoj Arabiji postoji u imigrantskim zajednicama.
Iako službeno svi državljani Saudijske Arabije moraju biti muslimani, procjenjuje se da u Saudijskoj Arabiji živi oko milijun katolika, uglavnom imigranta s Filipina. Vlada Saudijske Arabije omogućuje kršćanima da uđu u zemlju, ali ultrakonzervativni salafistički zakon sprječava da prakticiraju svoju vjeru. Vjerski obredi prakticiraju se isključivo u privatnim prostorima s obzirom na to da u državi ne postoji niti jedna crkva. Svi kršćanski simboli i predmeti (križevi, vjerske knjige, slike, itd.) zabranjeni su u Saudijskoj Arabiji, a njihovo posjedovanje je kažnjivo. Konverzija iz islama na drugu vjeru, smatra se otpadništvom i kazneno je djelo, kažnjivo smrću ako se optuženi ne odrekne nove religije. 
Kršćani ne smiju posjetiti Meku i Medinu, za islam svete gradove. Ali neki su kršćani tijekom povijesti, tajno pohodili te gradove. Za provođenje ovih zakona i propisa nadležna je vjerska policija zvana Mutava (službeno: Povjerenstvo za promicanje vrline i sprječavanje zla).
Neka područja suvremene Saudijske Arabije (npr. Nadżran) nekada su naseljavale velike kršćanske zajednice, između 7. i 10. stoljeća, kada je došlo do islamizacije većine arapskih plemena. Nekolicina preživjelih kršćana, mogli su prakticirati vjeru uz plaćanje dvostrukog poreza, jer su pomogli u osvajanju Arapskog poluotoka. Kasnije, mnogi od njih, preselili su se u Siriju i Irak.
Kršćani u Saudijskoj Arabiji 2000. godine činili oko 3% stanovništva.